# Artiom Mikoian
Artiom Ivànovitx Mikoian (rus: Артём Ива́нович Микоя́н; armeni: Արտյոմ (Անուշավան) Հովհաննեսի Միկոյան, Artiom (Anuixavan) Hovhannesí Mikoian; 5 d'agost [C.J. 23 de juliol] de 1905 – 9 de desembre de 1970) fou un dissenyador d'avions soviètic d'origen armeni. En col·laboració amb Mikhaïl Gurévitx va dissenyar molts dels famosos avions militars MiG (abreviatura de Mikoian-Gurévitx).

## Primers anys i carrera
Mikoian va néixer a Sanahin, Armènia, el 5 d'agost del 1905. El seu germà gran, Anastàs Mikoian, es convertiria en cap oficial de l'estat de la Unió Soviètica. Va completar la seva formació bàsica i va ocupar un treball com a operador de màquines-eina a Rostov, després va treballar a la fàbrica "Dinamo" de Moscou abans de ser reclutat a l'exèrcit. Després del servei militar es va incorporar a l'Acadèmia d'Enginyeria de les Forces Aèries Jukovski, on va crear el seu primer avió, i on es graduaria el 1936. Va treballar amb Nikolai Polikàrpov abans de ser nomenat cap d'un nou gabinet de disseny d'aeronaus a Moscou el desembre de 1939. Juntament amb Mikhaïl Gurévitx, Mikoian formà l'oficina de disseny Mikoian-Gurévitx, que produí una sèrie d'avions de caça. Al març de 1942, el gabinet fou rebatejat com a OKB MiG, ANPK MiG i OKO MiG. El MiG-1 va resultar ser un inici deficient, el MiG-3 va entrar en producció, però només pogué combatre ocasionalment en el seu paper d'interceptor d'alt nivell. Els posteriors MiG-5, MiG-7 i MiG-8 Útka no van progressar més enllà de prototips d'investigació.

## Dissenys d'avions a reacció

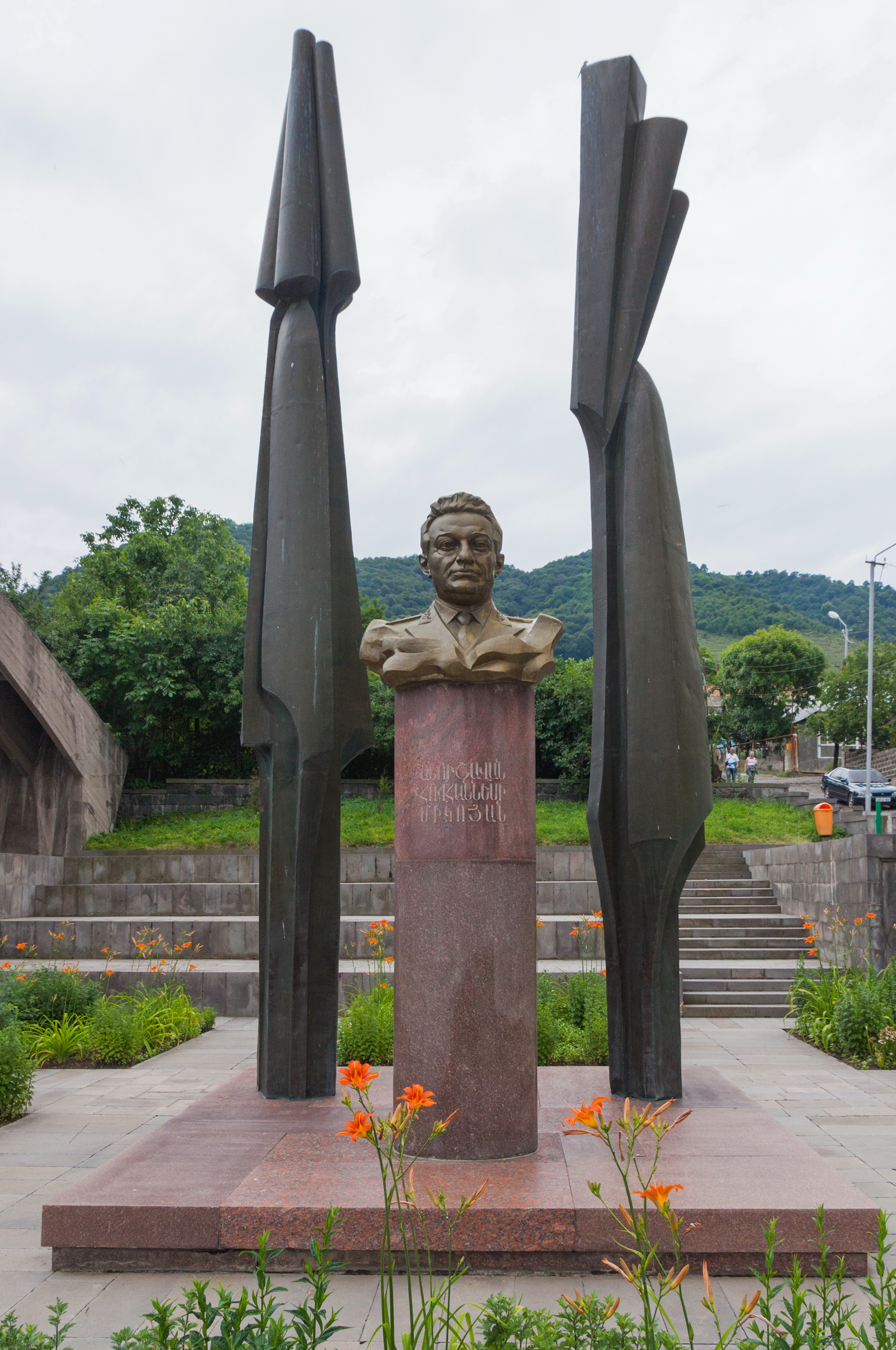
Monument a Artiom Mikoian. Museu Germans Mikoian a Sanahin, Armènia

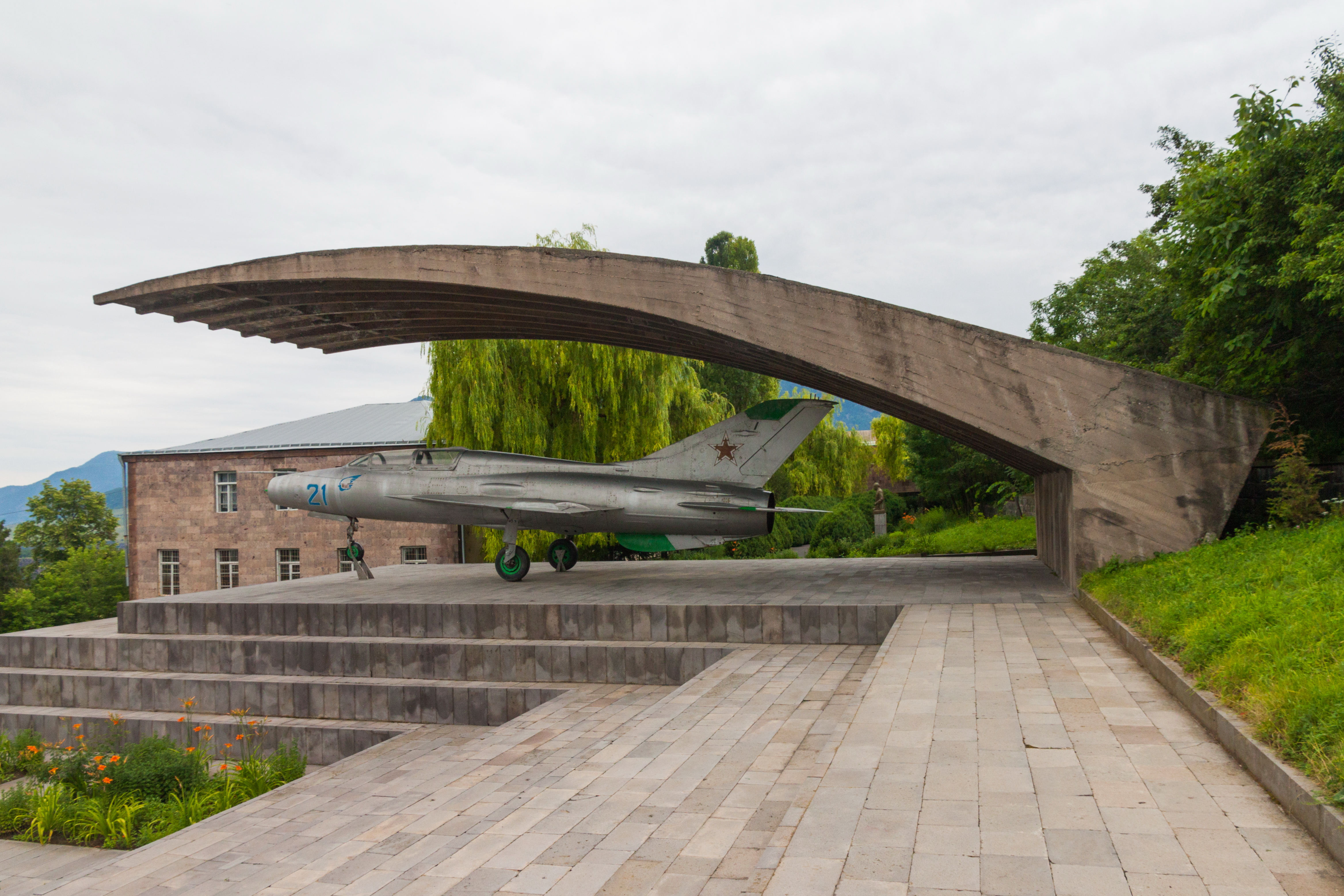
Memorial a Artiom Mikoian a Sanahin

Els primers dissenys de la postguerra es basaven en la fabricació pròpia, així com en els avions a reacció alemanys capturats i la informació proporcionada per Gran Bretanya o els Estats Units. El 1946, els dissenyadors soviètics encara tenien problemes per perfeccionar el motor de reacció de flux axial BMW 109-003 de disseny alemany. Els models del turboreactor 109-003 havien estat arrabassats per les forces soviètiques de la planta de Basdorf-Zühlsdorf, a prop de Berlín i de la fàbrica central a prop de Nordhausen.
La producció del 003 es va establir a la GAZ 466 "Octubre Roig" (Gorkovski Avtomobilni Zavod, o Planta automobilística Gorki) a Leningrad, on el motor de reacció 003 va ser produït en massa a partir del 1947 amb la designació RD-20 (reaktivni dvígatel, o "motor de reacció"). Tanmateix, el disseny d'aquests motors va esdevenir ràpidament obsolet i la qualitat dels originals alemanys Junkers Jumo 004 i BMW 003 i dels seus homòlegs soviètics - RD-10 i RD-20 - era baixa. Llavors, el ministre soviètic d'aviació Mikhaïl Khrúnitxev i el dissenyador d'avions Aleksandr Iàkovlev van suggerir a Ióssif Stalin que l'URSS comprés motors de reacció avançats dels britànics. Es diu que Stalin va respondre: "Quin ximple ens vendrà els seus secrets?" Amb tot i això, va donar el seu consentiment a la proposta, i Artiom Mikoian, el dissenyador de motors Klímov, i altres funcionaris van viatjar al Regne Unit per sol·licitar els motors. Per a sorpresa de Stalin, el govern laborista britànic de Clement Attlee i el seu ministre de comerç pro-soviètic, Sir Stafford Cripps estaven disposats a proporcionar informació tècnica i una llicència per a la fabricació del turboreactor de compressor centrífug Rolls-Royce Nene. Aquest motor es va produir de forma inversa i es va produir de forma modificada com el motor de reacció soviètic Klímov VK-1, posteriorment incorporat al MiG-15 (Rolls-Royce més tard va intentar reclamar 207 milions de lliures en drets de llicència, sense èxit).

### MiG-9
Mentrestant, el 15 d'abril de 1947, el Consell de Ministres va dictar un decret núm. 493-192, on ordenava a l'OKB de Mikoian la construcció de dos prototips per a un nou avió. Com que el decret preveia els primers vols a tot tardar el desembre d'aquest mateix any, els dissenyadors d'OKB-155 van recaure en un disseny problemàtic anterior, el MiG-9 de 1946. El MiG-9 utilitzava un parell de còpies soviètiques RD-20 del BMW 003 per a la seva propulsió, la qual cosa va resultar poc fiable, perquè el disseny rectilini de l'estructura de les ales causava problemes de control.

### MiG I-270
L'únic prototip Mikoian-Gurévitx I-270 de la immediata postguerra era un avió propulsat per coets. Es va dissenyar a partir de les anàlisis realitzades al Messerschmitt Me 262 i el Junkers Ju 248 de producció alemanya i sobretot al Messerschmitt Me 163, arrabassats a Dessau-Roßlau durant les darreres fases de la Segona Guerra Mundial, i a l'estudi dels esquemes del Walter HWK 109-509. Equipat amb una cabina pressuritzada, havia de tenir el paper d'interceptor, però la seva limitada autonomia, el desenvolupament de la nova tecnologia de motors de reacció, els seus accidents (que van implicar la destrucció dels dos prototips construïts) i el desenvolupament dels coets antiaeris, van provocar la cancel·lació del projecte.

### MiG-8
Gràcies a l'oficina de disseny Mikoian-Gurévitx, el 1945 es va desenvolupar, per iniciativa pròpia, l'avió experimental Mikoian-Gurévitx MiG-8 Utka. El projecte estava destinat a provar avions amb pronunciades ales en fletxa. La característica principal fou l'ús del disseny aerodinàmic canard, que també formava part de l'experiment. Se suposava que aquest esquema augmentaria la velocitat màxima de flutter. L'hèlix propulsora no impulsava aire a les superfícies de control a baixa velocitat, cosa que s'acostava a les condicions d'enlairament dels avions a reacció, el domini de vol dels quals no havia estat explorat del tot. Les seves especificacions funcionals assenyalaven que l'aeronau hauria de permetre estudiar àrees com "la manejabilitat, el rodament, l'enlairament i l'aterratge en condicions d'absència de vent de l'hèlix a les superfícies de control". El MiG-8 era un avió molt estable, per les seves qualitats de pilotatge i el seu baix cost. Es va oferir a Aeroflot però l'empresa va rebutjar l'oferta. Després va servir com a avió d'enllaç a l'OKB durant diversos anys.

### MiG-15
Amb la compra de motors Rolls-Royce Derwent i Rolls-Royce Nene al Regne Unit va començar una nova etapa en el desenvolupament de la construcció d'avions nacionals. A l'oficina de disseny Mikoian es treballava amb dues versions d'un avió de combat Rolls-Royce Nene, la primera d'elles l'I-320, amb codi "FN", era un caça MiG-9 amb ales rectes, equipat amb un nou motor; el segon esquema, més avançat, amb una disposició axisimètrica del motor a la part del darrere del fuselatge i ales en fletxa. El projecte es va batejar com a I-310 i va rebre el codi "S". Posteriorment, aquest caça va ser designat com a MiG-15 i es va convertir en l'avió a reacció més fabricat de la història de la construcció d'aeronaus.
En total, es van produir més de 15.000 unitats, que van entrar en servei amb la Força Aèria Soviètica, així com a les forces aèries 40 països més. Els primers MiG-15 es van posar en servei a la Unió Soviètica el 1949, només quinze mesos després que el primer prototip de la seva contrapart estatunidenca, l'F-86 Sabre, i els últims van ser retirats del servei a la Força Aèria Albanesa el 2006.
El MiG-15 es va convertir en un dels principals caces que van participar en la guerra de Corea; va ser utilitzat en les primeres guerres araboisraelianes i en nombrosos conflictes militars menys significatius arreu del món. La seva versió de formació, MiG-15UTI (segons la codificació OTAN "Midget"), fou durant molts anys el principal avió soviètic de formació, així com els països que participaven en el Pacte de Varsòvia, la Xina i molts altres.

## Treballs posteriors
Des de 1952, Mikoian també va dissenyar sistemes de míssils per adaptar-se especialment als seus avions, com el famós MiG-21. Va continuar produint caces d'alt rendiment durant els anys cinquanta i seixanta.
Va rebre dues vegades el màxim honor civil, el títol d'Heroi del Treball Socialista i va ser diputat a sis Soviets Suprems.
Després de la mort de Mikoian, el nom del gabinet de disseny es va canviar de Mikoian-Gurévitx a simplement Mikoian. Tot i això, es va mantenir l'acrònim MiG com a designador. Molts dissenys més provenen del gabinet de disseny, com ara el MiG-23, MiG-29, MiG-35 i variants.
Després de patir un ictus el 1969, Mikoian morí l'any següent i fou sebollit al cementiri de Novodévitxi a Moscou.

## Premis i condecoracions
- Dues vegades Heroi del Treball Socialista (1956, 1957):
  - Per decret del Presídium del Soviet Suprem de l'URSS del 20 d'abril 1956 per serveis destacats en la creació de nous equips d'aviació, Artiom Ivànovitx Mikoian va rebre el títol d'Heroi del Treball Socialista, juntament amb l'Orde de Lenin i la Medalla d'Or de la Falç i el Martell.
  - Per decret del Presídium del Soviet Suprem de l'URSS del 12 de juliol 1957 per contribucions destacades en la creació de nous avions a reacció, Artiom Ivànovitx Mikoian va rebre el títol d'Heroi del Treball Socialista, juntament amb l'Orde de Lenin i la segona Medalla d'Or de la Falç i el Martell.
- Premi Lenin (1962)
- Premi Stalin primer grau (1941) - pel desenvolupament d'un nou disseny d'avió (MiG-3)
- Premi Stalin del primer grau (1947) - pel desenvolupament del disseny d'un nou model d'avió de combat
- Premi Stalin del primer grau (1948) - per la creació d'un nou tipus d'avió de combat
- Premi Stalin del segon grau (1949) - per la creació d'una nova unitat d'avions
- Premi Stalin del primer grau (1952) - per la creació de l'aeronau MiG-17
- Premi Stalin (1953)
- Sis Ordes de Lenin,
- Orde de la Revolució d'Octubre (a títol pòstum),
- Orde de la Bandera Roja,
- Orde de la Guerra Patriòtica del 1er grau
- Dues Ordes de l'Estrella Roja,
- Medalla de la victòria sobre Alemanya en la Gran Guerra Patriòtica 1941-1945
- Medalla de la defensa de Moscou
- Medalla per la victòria sobre el Japó